# 卡佛大廈

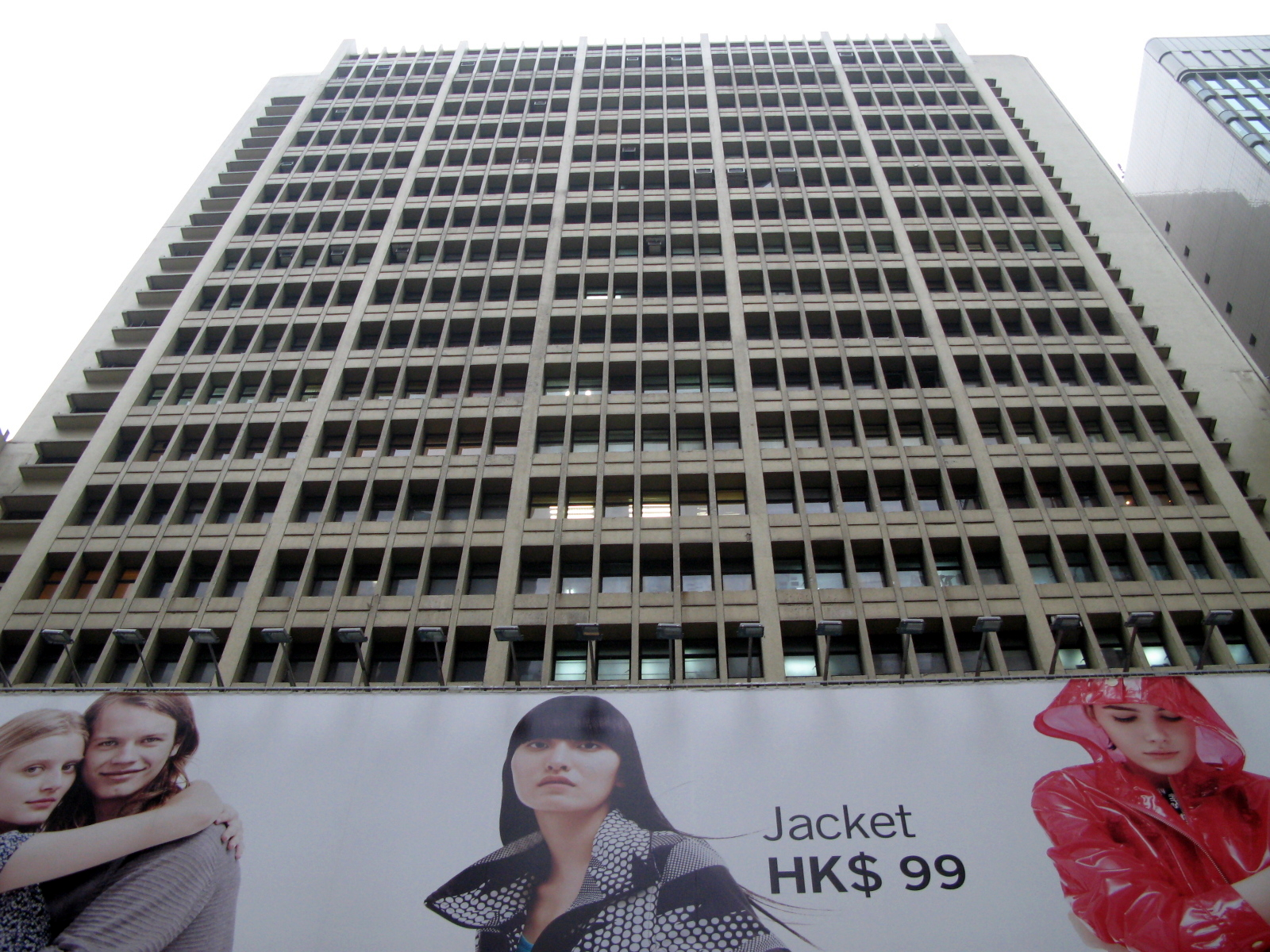
卡佛大廈

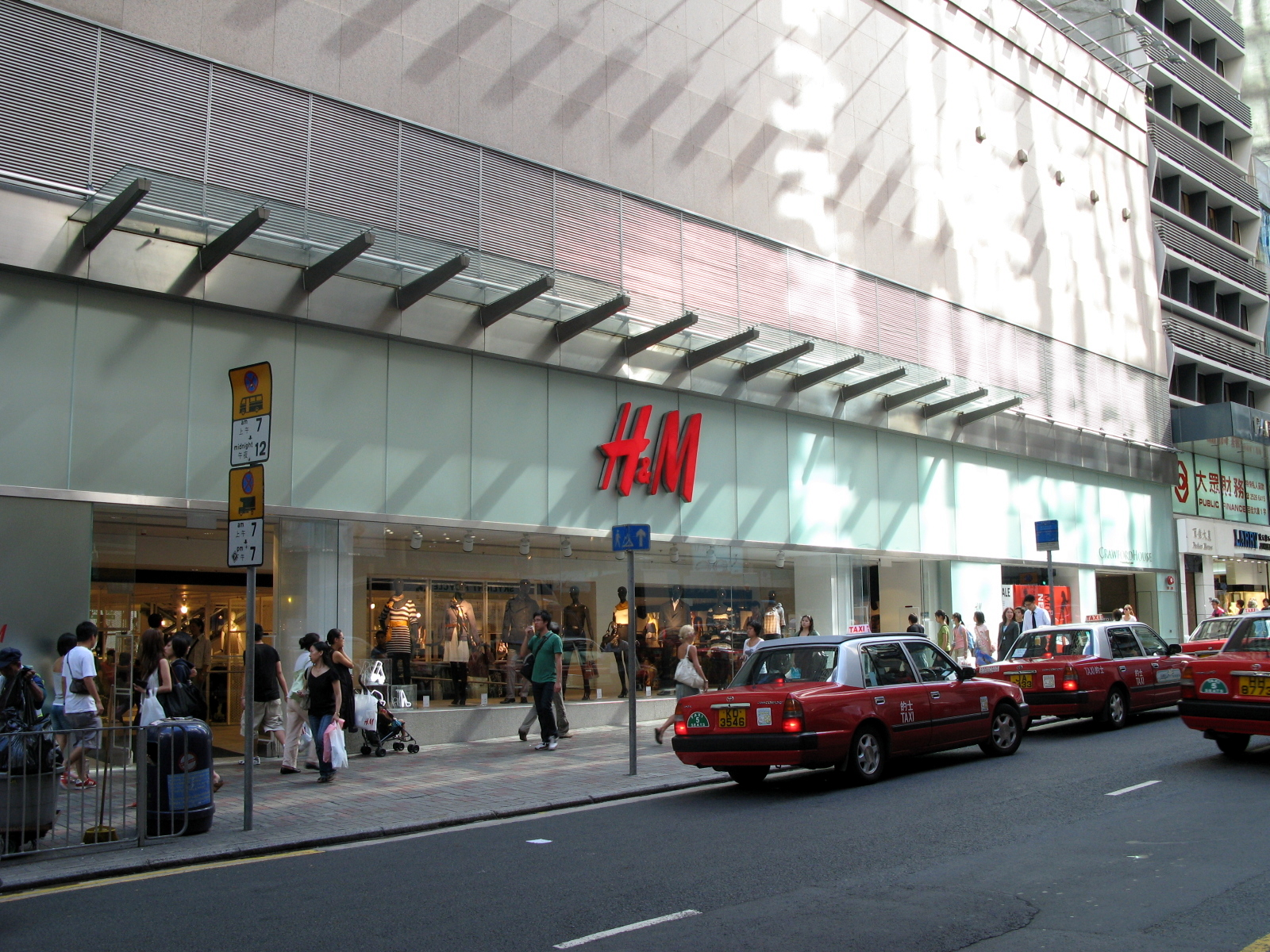
卡佛大廈基座2007年3月10日至2013年為H&M旗艦店，其為第一家分店

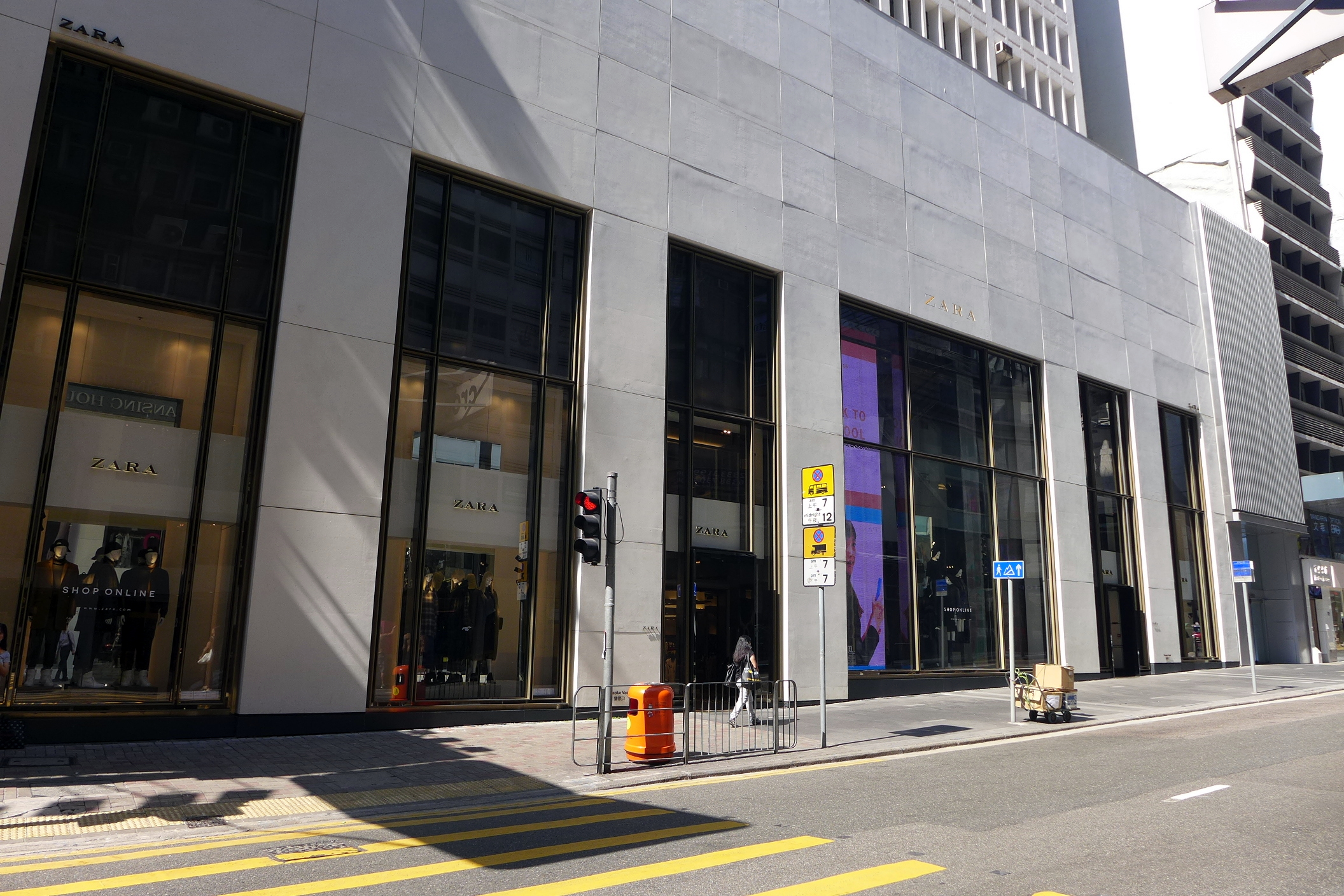
現時卡佛大廈基座為ZARA

卡佛大廈（Crawford House），是香港島中環的一座商業寫字樓及商場大廈，位於皇后大道中70號，於1977年落成。大廈樓高24層，包括基座零售部分及上層寫字樓部分。寫字樓部分主要租戶為醫務所，另有旅行社、金融及珠寶公司辦事處。
該大廈原名連卡佛大廈（Lane Crawford House），但其最大租戶連卡佛百貨公司已於2004年遷址至香港國際金融中心，所以連卡佛大廈已更名為卡佛大厦。同時連卡佛大廈由連卡佛同系公司會德豐擁有，集團曾於2005年公開招標出售大廈全幢。2014年8月11日，會德豐的子公司九龍倉集團向母公司以26.88億港元現金購入卡佛大厦的業權。
現時卡佛大廈最大的租戶是ZARA，佔地55000平方呎，上一個租戶為香港第一家H&M之分店（旗艦店），於2007年3月10日至2013年運作。

## 資料來源
1. ↑  .   [2012-01-16]. （原始内容存档于2015-05-02）.
2. ↑  .   [2014-08-11]. （原始内容存档于2016-03-04）.